# Walter Glasgow
Walter Merrill Glasgow, Jr. (Houston, 19 de abril de 1957) é um velejador estadunidense, medalhista olímpico. Ele competiu nos Jogos Olímpicos de Verão de 1976 na classe Soling e conquistou a medalha de prata, ao lado de John Kolius e Richard Hoepfner.
Glasgow formou-se em engenharia civil na Universidade Vanderbilt e concluiu o mestrado na Universidade Rice. De 1981 a 1999, ele trabalhou na Mosbacher Energy em sua cidade natal, Houston, antes de se mudar para a Mosbacher India como vice-presidente e gerente geral, permanecendo lá até 2004. Ele então se tornou vice-presidente da Wagner Oil.